# Neolecanium chilaspidis
Neolecanium chilaspidis är en insektsart som först beskrevs av Cockerell 1897.  Neolecanium chilaspidis ingår i släktet Neolecanium och familjen skålsköldlöss. Inga underarter finns listade i Catalogue of Life.